# Предгорне
Предго́рне (каз. Предгорное) — село у складі Глибоківського району Східноказахстанської області Казахстану. Адміністративний центр Красноярського сільського округу.
Населення — 2780 осіб (2021; 3277 у 2009, 4011 у 1999, 4488 у 1989).
Національний склад станом на 1989 рік:
- росіяни — 100 %